# Gibbagnathia europalothrix
Gibbagnathia europalothrix är en kräftdjursart som beskrevs av Cohen och Gary C.B. Poore 1994. Gibbagnathia europalothrix ingår i släktet Gibbagnathia och familjen Gnathiidae. Inga underarter finns listade i Catalogue of Life.